# Photoscotosia dejuta
Photoscotosia dejuta là một loài bướm đêm trong họ Geometridae.